# Неофитовы
Неофитовы — дворянский род.
Тимофей Неофитов, в службу вступил в 1822 году; 24 сентября 1834 г. произведён в коллежские асессоры. 20 ноября 1836 года пожалован ему с потомством диплом на дворянское достоинство.

## Описание герба
Щит полурассечён и пересечён. В первой, червлёной части, серебряный длинный трёхлистный крест; во второй, лазоревой, золотая пчела; в третьей золотой части — накрест положены лазоревый меч и чёрное орлиное крыло.
Щит увенчан дворянскими шлемом и короной. Нашлемник: три страусовых пера. Намёт на щите справа червлёной с серебром, слева лазоревый с золотом. Герб Неофитова внесён в Часть 11 Общего гербовника дворянских родов Всероссийской империи, стр. 110.